# Wireless World
Wireless World, zunächst: The Wireless World (deutsch „Die drahtlose Welt“), heute: Electronics World („Elektronikwelt“), ist eine britische Fachzeitschrift für Elektronik und Hochfrequenztechnik (HF‑Technik).

## Titel
Nachdem sie im April 1911 ins Leben gerufen und die ersten zwei Jahre zunächst unter dem Titel Marconigraph erschienen war, bekam sie im April 1913 ihren neuen Titel, unter dem sie – bei Wegfall des The im April 1942 – bis September 1986 erschien, also mehr als 75 Jahre lang. Im Folgemonat Oktober 1986 wurde der Titel erweitert in Electronics & Wireless World, bevor das Wireless zehn Jahre später, im Januar 1996, gestrichen wurde. Übrig blieb fortan nur Electronics World, ein Titel unter dem die ehemalige Traditionszeitschrift für HF‑Technik nun als Zeitschrift für Elektronikanwendungen fortlebt.

## Geschichte
Die Zeitschrift widmete sich ab der Erstausgabe im April 1911 der damals höchst innovativen Funktechnik. Das, was nur wenige Jahre zuvor noch als völlig unmöglich galt und viele Jahrtausende lang der Menschheit nicht gelungen war, nämlich die drahtlose Übertragung von Nachrichten über weite Entfernungen, selbst über den Atlantischen Ozean hinweg, hatte Guglielmo Marconi Anfang des 20. Jahrhunderts geschafft.

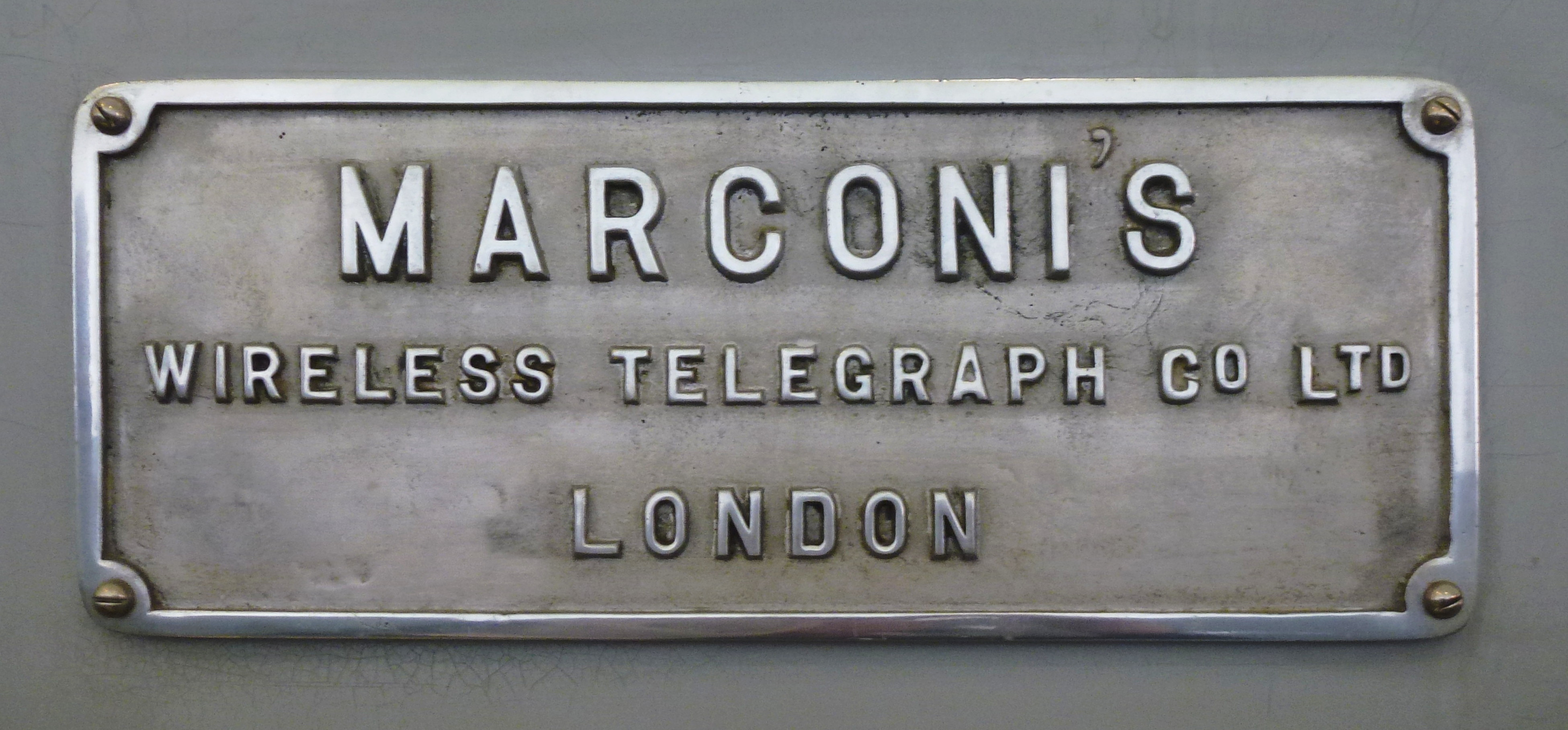
Firmenschild der
Wireless Telegraph Co

Die von ihm gegründete Wireless Telegraph Company, die seinen Namen trug (Bild), gab den Marconigraph als Informationszeitschrift für Mitarbeiter und Kunden heraus, um die neuen Erkenntnisse und Errungenschaften der HF‑Technik einem breiteren Publikum, Experten und technischen Laien, möglichst verständlich darzustellen. Der Verkaufspreis betrug zunächst 2 d. (zwei Pence). Bei freier Postzustellung waren 3 d. zu entrichten oder wahlweise 3/- (drei Shilling, entsprechend 36 d.) für ein Jahresabonnement mit zwölf Heften bei freier Postzustellung.
Die Artikel waren fachlich orientiert und brachten eine Fülle von technischen Details zu Schaltungen, Funktionen und Eigenschaften. Die Zeitschrift erschien regelmäßig und ununterbrochen auch während der beiden Weltkriege. Im April 1961, nun für einen Verkaufspreis von zwei Shilling pro Heft, feierte die Wireless World 50‑jähriges Jubiläum mit einer 300‑seitigen Sonderausgabe. Entsprechend der technischen Entwicklung im 20. Jahrhundert wurde im Laufe der Zeit auch immer wieder der Fokus der Themen angepasst. Das erste Heft der Electronics World im 21. Jahrhundert hatte einen Umfang von 84 Seiten und kostete 2,65 £.
Inzwischen wurden sämtliche Ausgaben der Zeitschrift bis 2008 digitalisiert und sind als Portable Document Format frei verfügbar (siehe Weblinks). Für historisch interessierte Leser stellt dieses Archiv einen wertvollen Informationsschatz dar.